# 맥스 에런스
막시밀리안 제임스 에런스(Maximillian James Aarons, 2000년 1월 4일 ~ )는 레인저스에서 뛰는 잉글랜드 축구 선수이다. 주 포지션은 오른쪽 풀백이지만 왼쪽 풀백도 소화가 가능하다.

## 클럽 경력

### 루턴 타운
에런스는 루턴 타운에서 그의 선수 생활을 시작했다.

### 노리치 시티
에런스는 2016년에 노리치시티의 유소년 아카데미에 입단했다. 에런스는 2018년 6월에 노리치와 프로계약을 맺었고 2018년 6월 4일 EFL컵에서 스테버니지와의 경기에서 데뷔했다. 에런스는 EFL컵 카디프시티와의 경기에서 3-1승리의 3번째 골을 기록해 프로 첫골을 넣었다. 에런스는 2018년 9월 2일 입스위치 타운을 상대로 첫 리그 출전을 기록 했고 게임은 1-1로 끝났다. 2018년 10월 10일, 에런스는 노리치와 2023년 6월까지 계약을 연장했다.
2019년 3월에 그는 2018-19 시즌 선발로 기용되었다. 또한 2018–19 EFL 영 플레이어상을 수상했다. 그는 블랙번 로버스와 의 2-1 승리 후 노리치와 함께 프리미어 리그 로 승격했다.

## 대표팀 경력
2018-19 시즌이 시작될 때 노리치 시티의 1군에 진출한 후 에런스는 2018년 9월에 잉글랜드 U-19대표팀에 발탁되었다.

## 경력 통계
| 클럽        | 시즌      | 리그          | 리그 | 리그 | FA 컵 | FA 컵 | 리그 컵 | 리그 컵 | 기타 | 기타 | 합계 | 합계 |
| 클럽        | 시즌      | 분할          | 출장 | 골   | 출장  | 골    | 출장    | 골      | 출장 | 골   | 출장 | 골   |
| ----------- | --------- | ------------- | ---- | ---- | ----- | ----- | ------- | ------- | ---- | ---- | ---- | ---- |
| 노리치 시티 | 2018–19   | EFL 챔피언십  | 41   | 2    | 0     | 0     | 2       | 1       | —    | —    | 43   | 삼   |
| 노리치 시티 | 2019–20   | 프리미어 리그 | 2    | 0    | 0     | 0     | 0       | 0       | —    | —    | 2    | 0    |
| 경력 합계   | 경력 합계 | 경력 합계     | 43   | 2    | 0     | 0     | 2       | 1       | —    | —    | 45   | 삼   |

## 수상 경력
노리치 시티
- EFL 챔피언십 : 2018–19[10]

개인
- EFL 영플레이어 상 : 2018–19
- 시즌의 EFL 팀 : 2018–19[11]
- PFA 올해의 팀 : 2018–19 챔피언십[12]